# Università Rice
L'Università Rice (in inglese Rice University) è un'università statunitense, situata a Houston (Texas). Si trova nel Museum District della città ed è vicina al Texas Medical Center.
È stata fondata da William Marsh Rice nel 1891 con il nome di The William Marsh Rice Institute for the Advancement of Letters, Science, and Art.